# 마흐무트 1세
마흐무트 1세(오스만 튀르크어: محمود اول, 튀르키예어: I. Mahmut, 1696년 8월 2일 - 1754년 12월 13일)은 오스만 제국의 술탄으로서 1730년에 재위했다. 에디르네 궁에서 무스타파 2세로 태어났으며 그의 어머니는 살리하 술탄이었다.
그는 재위를 앞두고 여러 반란에 시달려야 했는데 이를 물리치고 예니체리 병력을 소집해 군부 지휘권을 쥘 수 있었다.
마흐무트 1세 때는 페르시아 제국과 러시아 제국 간의 전쟁으로 재위 기간 내내 복잡했으나 그는 대부분의 전쟁을 원만하게 처리했다.
정치 안정으로 평화를 되찾자 그는 고관에게 정치를 맡기고 시를 창작하며 시간을 영위했다고 한다. 이스탄불 톱카프 궁전에서 죽었으며 알 야나브와 결혼했으나 자손은 없었다.